# Wairau Valley (Malborough)
La Wairau Valley est la vallée du fleuve Wairau située dans la région de Marlborough en Nouvelle-Zélande et ainsi nommé du fait de la principale installation de la partie supérieure de la vallée.

## Situation
La route State Highway 63 (en), parcourt la vallée. La vallée s’ouvre dans la plaine de Wairau, où sont situées les villes de Renwick et de Blenheim ,.

## Géologie
La faille alpine (en), qui est nommée ici faille de Wairau court tout le long de la vallée. Lors du séisme de 1855 à Wairarapa (en), l’extrémité est de la vallée de Wairau se déplaça de plus d’un mètre.

## Population
La population de la vallée et de la plaine de Wairau, excluant les villes de Renwick et de Blenheim, était de 4 572 personnes lors du recensement de 2006 en Nouvelle-Zélande, en augmentation de 717 habitants par rapport à celui de 2001.

## Toponymie
Le wairauite est un alliage de fer et de cobalt, qui porte le nom de la vallée.

## Histoire
En novembre 1842, J. S. Cotterell explora la vallée de Wairau, et rapporta son contenu avec la notion de terres riches. Les colons de la région de Nelson, guidés par Arthur Wakefield, essayèrent de prendre possession des terres, mais la tribu des Ngati Toa, menée par les chefs Te Rauparaha et Te Rangihaeata (en) s’y opposèrent. Le conflit s’aggrava lors du massacre de Wairau, qui se déroula au niveau de la ville de Tuamarina, le 23 juin 1843, au cours duquel 22 colons et quatre Maoris furent tués. Une enquête officielle menée en 1844 par le Gouverneur Robert FitzRoy conclura que les colons étaient dans leurs torts. En novembre 1846, les fermiers de Nelson, Nathaniel Morse et John Cooper, amenèrent des moutons dans la vallée de Wairau et y établirent une colonie. Le Gouverneur, Sir George Grey acheta les terres la même année, mais le titre légal de ces terres pour ces colons ne fut accordé que plus tard.

## Voir Aussi